# Horn (udde)
Horn är en udde i republiken Island. Den ligger i regionen Västfjordarna, 260 km norr om huvudstaden Reykjavík.
Trakten runt Horn är nära nog obefolkad, med mindre än två invånare per kvadratkilometer. Det finns inga samhällen i närheten.